# Levomethadone
Levomethadone (INN; L -Polamidon, L -Polamivet, Levadone, Levothyl), hoặc levamethadone, là một thuốc giảm đau opioid tổng hợp và chống ho gà được bán trên thị trường châu Âu và được sử dụng để điều trị đau và điều trị opioid. Ngoài việc được sử dụng như một loại dược phẩm, levomethadone, hoặc R-(-)-methadone, là chất đối vận hoạt động của methadone, có hiệu lực khoảng 50 lần so với S-(+)-enantome cũng như lớn hơn chọn lọc thụ thể op-opioid. Theo đó, nó mạnh gấp đôi so với methadone tính theo trọng lượng và tác dụng của nó gần như giống hệt nhau. Ngoài hoạt động của nó tại các thụ thể opioid, levomethadone đã được tìm thấy hoạt động như một chất đối vận cạnh tranh yếu của phức hợp thụ thể N -methyl- D -aspartate (NMDA)  và là một chất đối vận không cạnh tranh mạnh của α 3 4 thụ thể acetylcholine nicotinic (nACh).
Hiện tại đã có tổng hợp bất đối xứng  để chuẩn bị cả levomethadone [R-(-)-methadone] và dextromethadone [S-(+)-methadone].
Việc tách các đồng phân lập thể là một trong những cách dễ dàng hơn trong hóa học hữu cơ và được mô tả trong bằng sáng chế gốc. Nó liên quan đến việc "điều trị gốc methadone bằng axit d-(+)-axit tartaric trong hỗn hợp acetone/nước [mà] kết tủa hầu như chỉ là dextro-methadone levo-tartrate, và levo-methadone mạnh hơn có thể dễ dàng lấy ra từ rượu mẹ ở trạng thái tinh khiết quang học cao " 

## Tình trạng pháp lý
Levomethadone được liệt kê theo Công ước duy nhất về Ma túy 1961 và là chất được kiểm soát ma túy Bảng II ở Mỹ dưới dạng đồng phân của methadone (ACSCN 9250) và không được liệt kê riêng, cũng không phải là dextromethadone. Nó được kiểm soát tương tự theo Betäubungsmittelgesetz của Đức và các luật tương tự trên thực tế ở mọi quốc gia khác.